# Keiichi Noda
Keiichi Noda (野田 圭一 Noda Keiichi, 16 de septiembre de 1943, Prefectura de Yamaguchi) es un seiyū japonés nacido bajo el nombre Seiji Yamane (山根 征二 Yamane Seiji). Ha participado en series como Cyborg 009, Dr. Slump, Gran Mazinger, Saint Seiya y Mahoromatic, entre otras. Está afiliado a Aoni Production.

## Roles Interpretados

### Series de Anime
- 009-1 como Mars
- Akakichi no Eleven como Tsuyoshi Kamioka
- Apache Yakyugun como Gou Toujima
- Arrow Emblem Grand Prix no taka como Masaru Oohinata
- Babel II (1973) como Rodem
- Black Jack 21 como Call
- Captain Future como Otto y el Narrador
- Chōjin Sentai Barattack como Julius
- Cyborg 009 (1968) como Pyunma/Cyborg 008
- Cyborg 009 (1979) como Jet Link/Cyborg 002
- Devilman como Abil, Apollo, God y Jewel
- Dr. Slump como el Dr. Mashirito (2.ª voz)
- El Galáctico como el Príncipe Gaima
- El Puño de la Estrella del Norte (1984) como Duran y Garekkii
- Galactic Patrol Lensman como Worzel
- GeGeGe no Kitarō (2007) como Nue
- Ginga: Nagareboshi Gin como el Narrador
- Go-Q-Choji Ikkiman como Mekanikurihhi
- Gran Mazinger como Tetsuya Tsurugi
- Ikkyū-san como Shinemon Ninagawa
- Kariage-kun como el Jefe Kimura
- Kono Minikuku mo Utsukushii Sekai como Ioneuss
- Mahoromatic como Slash
- Manga Kotowaja Jiten como Takao
- Mazinger Z como Tetsuya Tsurugi
- Mi Juventud en la Arcadia: Camino al Infinito SSX como Gueran y el Narrador
- One Piece como Gorōsei
- Saint Seiya como Albiore de Cefeo
- Shōnen Tokugawa Ieyasu como Motoyasu Matsuhei
- Stop!! Hibari-kun! como Yasukichi
- Tiger Mask como el Presentador
- Transformers: Super-God Masterforce como el Dr. Gô, Giga/Overlord, Ricky y el Narrador
- Transformers: The Headmasters como Shōki/Raiden
- Tritón de los mares como el padre de Tritón
- UFO Robo Grendizer como el Capitán Gorman
- Video Senshi Laserion como el General Silvestre y el Narrador

### OVAs
- 2001 Ya Monogatari como Clarke
- Condition Green como Moby Dick
- El huevo del ángel como el Narrador
- Legend of the Galactic Heroes como Fritz Josef Bittenfeld
- Legend of the Galactic Heroes: Side Stories como Fritz Josef Bittenfeld
- Transformers: Zone como Overlord y el Narrador

### Especiales
- Historia de Andrómeda como Balga
- Dracula: Sovereign of the Damned como Frank Drake
- Mahoromatic como Slash

### Películas
- Chikyū e... como Harley
- Detective Conan: El barco perdido en el cielo como Takamichi Fujioka
- Gekijouban Cyborg 009: Chou Ginga Densetsu como Jet Link/Cyborg 002
- Future War 198X Nen como el Dr. Brown
- Great Mazinger vs. Getter Robo como Tetsuya Tsurugi
- Great Mazinger vs. Getter Robo G como Tetsuya Tsurugi
- Great Mazinger vs. UFO Robo Grendizer como Tetsuya Tsurugi
- Kinnikuman: Daiabare! Segi Chōjin como Shishkaba Boo
- Kore ga UFO da! Soratobu Enban como el Narrador
- Legend of the Galactic Heroes: My Conquest is the sea of stars como Fritz Josef Bittenfeld
- Mai Mai Shinko to Sennen no Mahō como Koutarou Aoki
- Sangokushi [1]: Eiyū-tachi no Yoake como Mi Zhu
- Tritón de los mares como el padre de Tritón
- UFO Robo Grendizer, Getter Robo G, Great Mazinger Kessen! Daikaijuu como Tetsuya Tsurugi

### Videojuegos
- Kessen como Sakon Shima
- Xenosaga Episode I: Der Wille zur Macht como Joachim Mizrahi
- Xenosaga Episode III: Also Sprach Zarathustra como Joachim Mizrahi

### Doblaje
- 2010: The Year We Make Contact como HAL 9000
- Thunderbirds como Thomas Prescott